# Capul
Capul ist eine philippinische Stadtgemeinde in der Provinz Northern Samar. Sie liegt auf der gleichnamigen Insel Capul westlich der Insel Samar. Auf Capul wurde im 18. Jahrhundert die spanische Festung Fuerza de Capul fertiggestellt, sie diente zur Kontrolle des Schiffsverkehrs, vor allem zur Sichtung und Ankündigung der aus Acapulco – daher der Name Capul – kommenden Manila-Galeone, die durch die schwierige San-Bernardino-Straße in den philippinischen Archipel einfuhren, und zur Frühwarnung der spanischen Wachmannschaften, wenn die auf Beutezügen befindlichen Moropiraten, im 18. Jahrhundert, sich der Insel näherten.

## Baranggays
Capul ist politisch unterteilt in zwölf Baranggays.
- Aguin
- Jubang
- Landusan
- Oson
- Poblacion Barangay 1
- Poblacion Barangay 2
- Poblacion Barangay 3
- Poblacion Barangay 4
- Poblacion Barangay 5
- Sagaosawan
- San Luis
- Sawang

## Indigene Sprachen
Die Sprache der Bewohner Capuls unterscheidet sich vom Rest der Provinz Northern Samar und des Bezirks Eastern Visayas. Die Sprache der Einheimischen in Capul ist das Inabaknon. Inabaknon gehört zur Sprachgruppe der Sama-Bajawsprachen und ist mit den Sama-Bajawsprachen auf Mindanao verwandt, nicht jedoch mit den Visayassprachen.